# Théophile Caussé

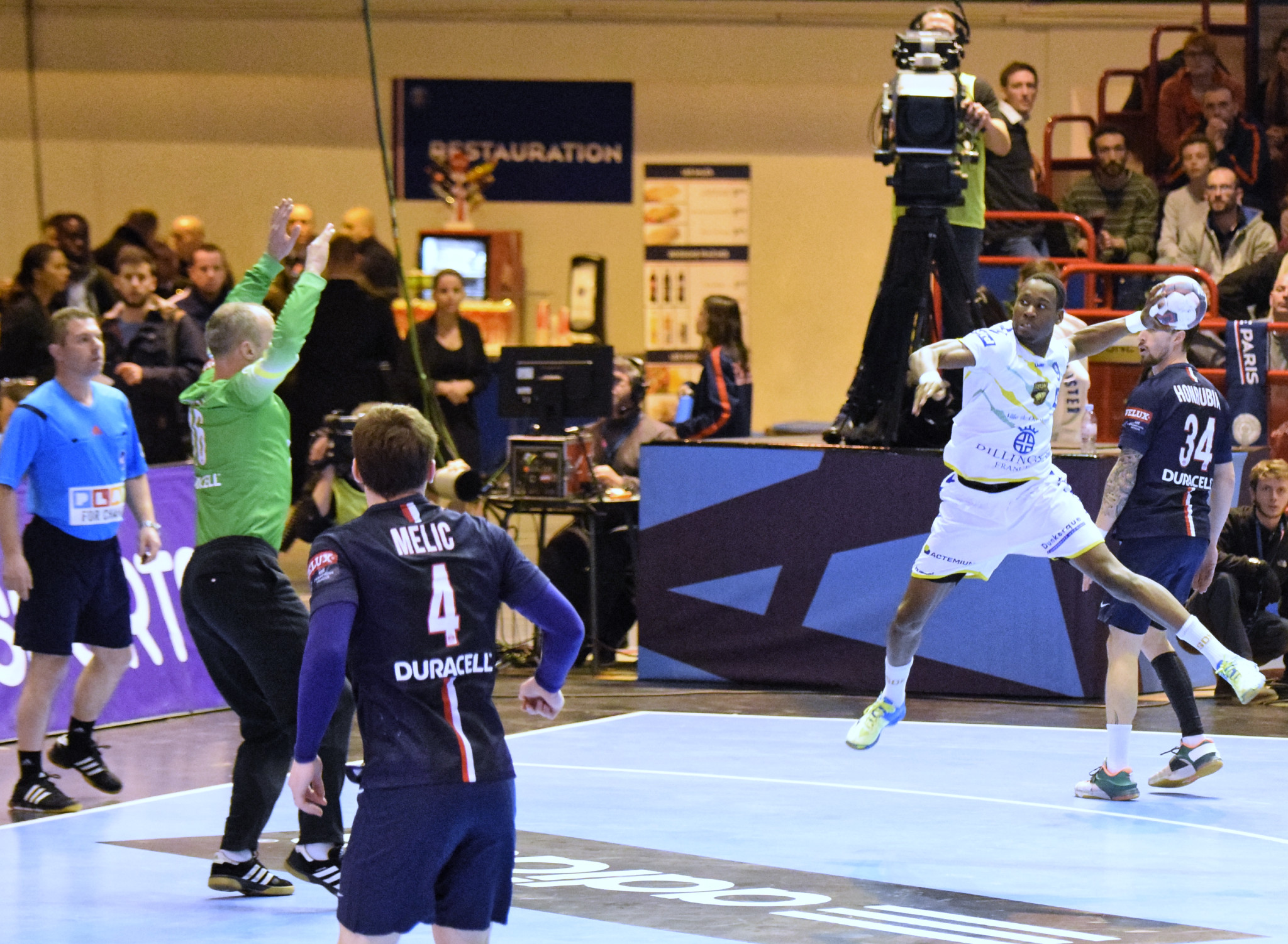
Face à Thierry Omeyer lors du 1/8e de finale de ligue des champions entre le PSG et l'US Dunkerque. A la Halle Carpentier (Paris), le 22 mars 2015.

Théophile Caussé, né le 12 octobre 1992  à Port-au-Prince (Haïti), est un handballeur français. Il évolue au poste de ailier droit à l'US Ivry.

## Carrière
Né à Port-au-Prince à Haïti, il passe quatre ans dans un orphelinat à Haïti avant d'être adopté par une famille de la Haute-Vienne qui a également quatre autres enfants à peu près du même âge. Théophile possède ainsi un frère de La Réunion, un deuxième du Madagascar, une sœur du Congo et une autre d'Haïti, comme lui. Quand il quitta Limoges, 
le Limoges Handball, n'existait pas encore. Puis la famille déménage en Gironde à Pessac puis à Bègles, et c'est assez naturellement que Théophile se tourne vers le rugby qu'il pratique pendant trois ans. Puis il découvre le handball à Panazol, club dont le parrain était Jackson Richardson. Et lorsque ce dernier vient faire un tournoi de Sandball, c'est une révélation pour Théophile qui plaque définitivement le rugby pour le handball. Il rejoint alors le Stade Pessacais et intègre le sport-étude à Centre de ressources, d'expertise et de performance sportives de Bordeaux Talence. 
Il est alors repéré par Yohann Delattre qui parle de lui à Arnaud Calbry, entraîneur adjoint du Dunkerque Handball Grand Littoral. Il signe alors en 2009 pour intégrer le centre de formation du club nordiste. Il joue ses premiers matchs en première division dès la saison 2009-2010, mais c'est lors de la saison 2011-2012 qu'il évolue plus régulièrement avec l'équipe première (12 buts pour 16 matchs). 
Mais, en juin 2012, sa carrière subit un coup d'arrêt brutal lors d'un match de préparation anodin avec l'Équipe de France junior : une rupture des ligaments croisés le condamne à une année complète sans jouer. À son retour de blessure, s'il signe un premier contrat professionnel de 3 ans, il doit faire face à la concurrence à son poste de Guillaume Joli et Jaleleddine Touati et ne participe donc que modestement au premier titre de championnat de France remporté par le club nordiste, ne marquant que 7 buts en 8 matchs joués. Son apport est toutefois plus important en Ligue des champions, marquant à 16 reprises pour 8 matchs disputés. À la suite du départ de Guillaume Joli en 2014 puis de Jaleleddine Touati en 2015, il évolue alors plus régulièrement sous le maillot dunkerquois et commence la saison 2015-2016 comme le titulaire au poste. 
Mais en novembre, il annonce sa signature pour les 3 saisons suivantes pour le Montpellier Handball sans que, selon les dirigeants du club nordiste, Dunkerque ait été mis au courant des tractations entre le joueur et le club de Montpellier. Déçu et préférant penser aux saisons suivantes, Patrick Cazal ne considère alors Caussé que comme sa seconde option derrière le jeune Florian Billant.

## Palmarès

### En club
Compétitions internationales
- Vainqueur de la Ligue des champions (1) : 2018

Compétitions nationales
- Vainqueur du Championnat de France (1) : 2014
- Vainqueur du Trophée des champions (1) : 2018
- Finaliste de la Coupe de France (1) : 2017

### En équipes de France
Équipe de France jeunes
- médaille de bronze aux Jeux olympiques de la jeunesse 2010